# Gösta Thames

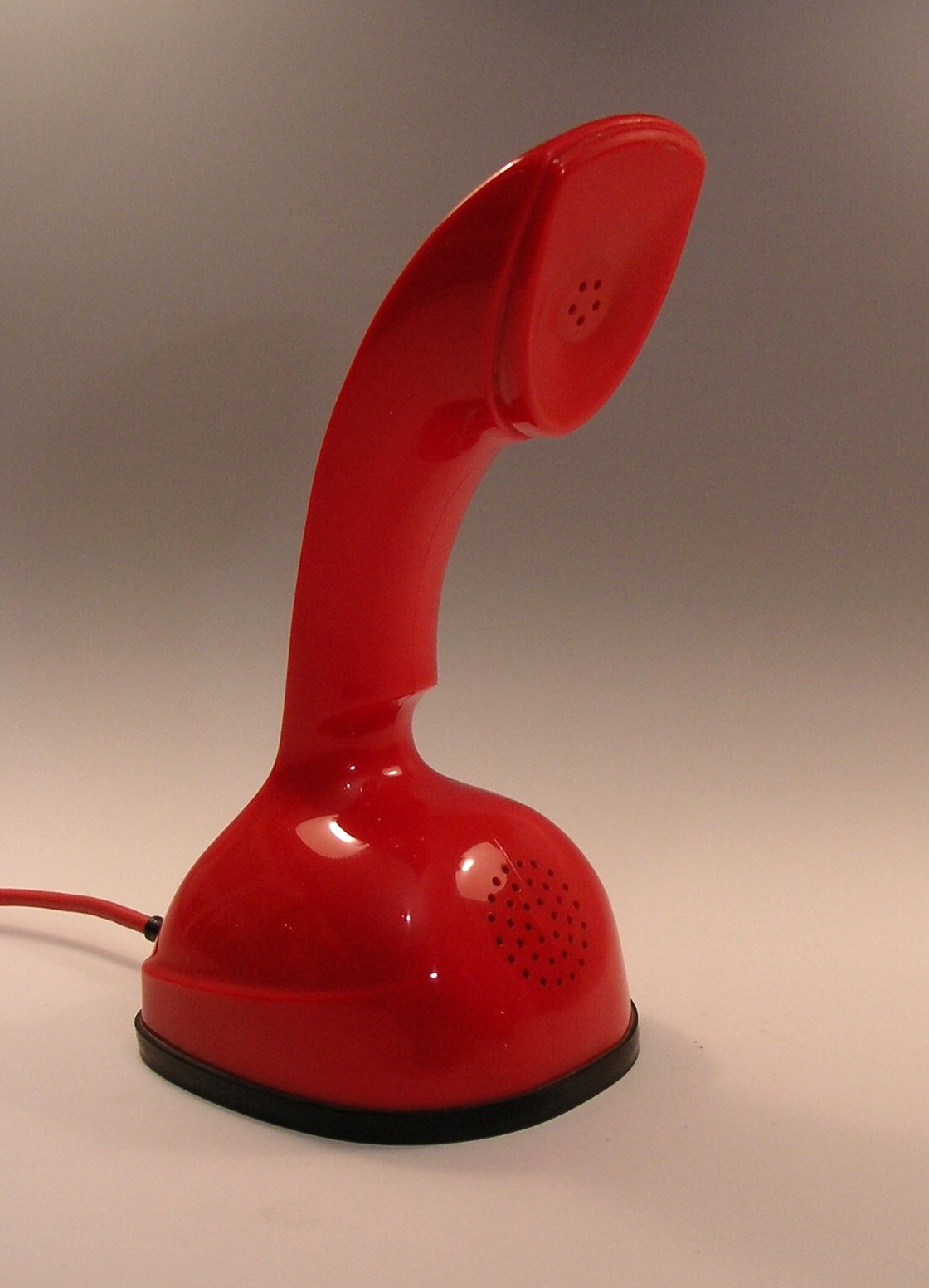
Das Ericofon von 1956

Gösta Thames (Aussprache [ˌ ʝœsːta ˈtɑːməs], * 1. Dezember 1916; † 14. September 2006 in Mjölby) war ein schwedischer Ingenieur und Industriedesigner, der hauptsächlich mit der Entwicklung des Ericofons der Firma LM Ericsson in Verbindung gebracht wird.
Gösta Thames kam 1938 als Ingenieurschüler zu LM Ericsson. Im Jahr 1949 bekam er den Auftrag der Firma, die Entwicklungsarbeit des Ericofons zu leiten. Formstudien zu diesem Telefon waren schon Anfang der 1940er Jahre vom Designer Ralph Lysell gemacht worden, aber der Zweite Weltkrieg unterbrach die Weiterentwicklung. Das größte Problem war es, sämtliche Komponenten im Apparat unterzubringen. Aber Thames war hart in dieser Frage, irgendwelche Teile in einer Dose in der Wand, sollte es nicht geben, meinte er.
Mein Ausgangspunkt für die Gestaltung war ständig, die Grifffreundlichkeit des Telefons. Es sollte leicht und natürlich in der Hand liegen. Sogar im Dunkeln muss man fühlen können, wie es zu halten sei, sagte Thames 2000 in einem Interview. Gösta Thames skizzierte nicht selbst, aber nach zahlreichen ergonomischen Studien mit Ericssons Modelltischlern, kam man allmählich zur endgültigen Form.
Im Jahr 1953 wurde das erste Exemplar des Ericofon DBJ 500 dem schwedischen Televerket überreicht, pünktlich zum 100-jährigen Jubiläum. Drei Jahre später ging der Apparat in Produktion.
Zitat von Gösta Thames:

„Ein Formengeber kann nicht zum Konstrukteur ausgebildet werden, aber man kann einen Konstrukteur zum Formengeber ausbilden.“